# Orthomorpha circofera
Orthomorpha circofera är en mångfotingart som beskrevs av Karl Wilhelm Verhoeff 1931. Orthomorpha circofera ingår i släktet Orthomorpha och familjen orangeridubbelfotingar. Utöver nominatformen finns också underarten O. c. affinis.